# Ardisia elliptica
Espèce
Synonymes
- Ardisia kotoensis Hayata[2] [3]
- Ardisia littoralis Andrews[2]
- Ardisia polycephala auct. non Wallich ex A. DC.[3]
- Ardisia sorsogonensis Elmer ex Merr.[2]
- Ardisia squamulosa C. Presl[3]
- Ardisia umbellata Roxb.[2]
- Bladhia elliptica (Thunb.) Nakai[2] [3]
- Bladhia kotoensis (Hayata) Nakai[2]
- Bladhia squamulosa (C. Presl) Nakai[3]
- Bladhia squamulosa (C.Presl) Nakai[2]
- Tinus squamulosa (C. Presl) Kuntze[2] [3]

Ardisia elliptica est une espèce de plantes à fleurs de la famille des Primulaceae. Originaire d'Asie. L'Ati popa'a (mot d'origine polynésienne) est devenue envahissante à Hawaï, dans le sud de la Floride, à Okinawa, en Nouvelle-Calédonie et en Jamaïque.

## Classification
Cette espèce a été en 1798 par le botaniste Carl Peter Thunberg (1743-1828). En classification classique de Cronquist (1981) et en classification phylogénétique APG II (2003) le genre Ardisia est assigné à la famille des Myrsinaceae, puis en classification phylogénétique APG III (2009) il est assigné à celle des Primulaceae.

### Liste des variétés
Selon Tropicos (17 novembre 2017) :
- variété Ardisia elliptica var. solanacea Thwaites

## Caractère envahissant
Comme elle est envahissante en Nouvelle-Calédonie, le Code de l'environnement de la Province Sud interdit l’introduction dans la nature de cette espèce ainsi que sa production, son transport, son utilisation, son colportage, sa cession, sa mise en vente, sa vente ou son achat.